# Ганжа, Сергей Павлович
Сергей Павлович Ганжа (род. 2 апреля 1960) — российский дипломат. С 15 июля 2025 года — чрезвычайный и полномочный посол Российской Федерации в Республике Сингапур. Имеет дипломатический ранг чрезвычайного и полномочного посланника 1 класса.

## Биография
В 1982 году окончил Московский государственный институт международных отношений (МГИМО). Владеет немецким, английским и французским языками.
На дипломатической службе с 1982 года. Работал в центральном аппарате Министерства иностранных дел России и в зарубежных дипломатических представительствах. Занимал должности советника посольства России в Австрии, начальника отдела Консульского департамента, генерального консула России в Гамбурге и Мюнхене. С 2013 по 2025 год — заместитель директора Департамента специальной связи МИД России.
11 июня 2019 года указом Президента Российской Федерации ему присвоен дипломатический ранг чрезвычайного и полномочного посланника 1 класса.
15 июля 2025 года указом Президента России Владимира Путина назначен чрезвычайным и полномочным послом Российской Федерации в Республике Сингапур.